# Pyragraphorus pyragraphorus
Pyragraphorus pyragraphorus är en plattmaskart. Pyragraphorus pyragraphorus ingår i släktet Pyragraphorus och familjen Pyragraphoridae. Inga underarter finns listade i Catalogue of Life.